# Licínio Vaz
Licínio Vaz – portugalski rugbysta, uczestnik obu przedwojennych meczów reprezentacji Portugalii w rugby union mężczyzn. Zadebiutował w meczu z Hiszpanią, który został rozegrany 13 kwietnia 1935 w Lizbonie. Natomiast ostatnim jego meczem reprezentacyjnym było spotkanie z Hiszpanią rozegrane 28 marca 1936 w Madrycie.